# Limerick FC
Limerick Football Club är en fotbollsklubb från Limerick i Irland.

## Meriter
- League of Ireland mästare: 2 (1959–60, 1979–80)[1]
- Cupmästare: 2 (1970–71, 1981–82)[2]

## Placering tidigare säsonger
| Säsong | Nivå | Liga             | Placering | Referens | Kommentar                             |
| ------ | ---- | ---------------- | --------- | -------- | ------------------------------------- |
| 2005   | 2    | First Division   | 7         | [ 3 ]    |                                       |
| 2006   | 2    | First Division   | 5         | [ 4 ]    |                                       |
| 2007   | 2    | First Division   | 4         | [ 5 ]    |                                       |
| 2008   | 2    | First Division   | 5         | [ 6 ]    |                                       |
| 2009   | 2    | First Division   | 7         | [ 7 ]    |                                       |
| 2010   | 2    | First Division   | 5         | [ 8 ]    |                                       |
| 2011   | 2    | First Division   | 4         | [ 9 ]    |                                       |
| 2012   | 2    | First Division   | 1         | [ 10 ]   | Uppflyttad till Premier Division 2013 |
| 2013   | 1    | Premier Division | 7         | [ 11 ]   |                                       |
| 2014   | 1    | Premier Division | 6         | [ 12 ]   |                                       |
| 2015   | 1    | Premier Division | 11        | [ 13 ]   | Nedflyttad till First Division 2016   |
| 2016   | 2    | First Division   | 1         | [ 14 ]   | Uppflyttad till Premier Division 2017 |
| 2017   | 1    | Premier Division | 7         | [ 15 ]   |                                       |
| 2018   | 1    | Premier Division | 9         | [ 16 ]   | Nedflyttad till First Division 2019   |
| 2019   | 2    | First Division   |           | [ 17 ]   |                                       |